# George Henry Craig
George Henry Craig (* 25. Dezember 1845 in Cahaba, Alabama; † 26. Januar 1923 in Selma, Alabama) war ein US-amerikanischer Jurist und Politiker (Republikanische Partei).

## Werdegang
George Henry Craig besuchte die Cahaba Academy. Er trat 1862 in Mobile in die Konföderiertenarmee ein, wo er den Dienstgrad eines Privates in Colonel Byrds Regiment der Alabama Volunteers bekleidete. Craig besuchte 1863 als Kadett die University of Alabama in Tuscaloosa. Er wurde zum First Lieutenant der Infanterie befördert. Craig nahm im selben Jahr wieder seinen Dienst auf und übte diesen bis zum Ende des Bürgerkrieges aus. Danach ging er erneut an die University of Alabama zurück, um sein angefangenes Studium zu beenden. Er studierte Jura, bekam im Dezember 1867 seine Zulassung als Anwalt und begann dann in Selma zu praktizieren. Im folgenden Jahr wurde er zum Solicitor des Dallas County gewählt. Dann wurde er im März 1869 zum Sheriff im Dallas County ernannt und im März 1870 zum Richter am dortigen Strafgericht gewählt. Um eine Vakanz im ersten Gerichtsbezirk von Alabama zu füllen, ernannte ihn Gouverneur David Peter Lewis im Juli 1874 dort zum Richter. Am 4. November 1874 wurde er in diese Position offiziell gewählt und bekleidete diese bis 1880. Danach nahm er in Selma seine Tätigkeit als Anwalt wieder auf.
Craig hat erfolgreich die Wahl von Charles M. Shelley in den 48. US-Kongress angefochten und diente dort vom 9. Januar 1885 bis zum 3. März 1885. Bei seiner Kandidatur 1884 für den 49. US-Kongress erlitt er allerdings eine Niederlage. Craig wurde von US-Präsidenten Chester A. Arthur als Nachfolger von William Hugh Smith zum Bundesstaatsanwalt für den mittleren und nördlichen Distrikt von Alabama ernannt. Dann berief ihn US-Präsident Grover Cleveland 1894 in das Board of Visitors der Militärakademie in West Point. Später nahm er in Selma seine Tätigkeit als Anwalt wieder auf, wo er 1923 auch verstarb. Er wurde auf dem Live Oak Cemetery beigesetzt.